# Mugalsaráj
Mugalsaráj (hindsky मुग़लसराय) je město v indickém svazovém státě Uttarpradéš. Leží na východě státu v distriktě Čandaulí přibližně deset kilometrů východně od Váránasí, se kterým je spojené silničním i železničním mostem. V roce 2011 žilo v Mugalsaráji přibližně sto tisíc obyvatel.
Město se v moderní době rozvíjelo především díky železnici. V blízkosti areálu nádraží tzv. Evropská kolonie a Železniční kolonie Manasnagar. První uvedená sloužila v dobách existence Britské Indie pro ubytování zaměstnanců drah z Británie.

## Doprava
Mugalsaráj je významný železniční uzel, kde se setkávají dvě významné východozápadní železniční trasy: Z Dillí přes Iláhábád a Patnu do Haury a z Dillí přes Murádábád, Barélí, Lakhnaú, Váránasí a Gaju rovněž do Haury. Do zdejšího železničního uzlu patří také jedno z největších seřaďovacích nádraží v celé Asii. Místní nádarží Deen Dayal Upadhyay Junction odbaví přes stovku vlaků denně. Jeho původní název (Mughalsarai Junction) byl změněn v roce 2018.
Městem rovněž prochází i Grand Trunk Road – silnice NH19, která sleduje tok řeky Gangy ve státě Uttarpradéš.

## Rodáci
- Lál Bahádur Šastrí (1904–1966) – indický politik, v letech 1964–1966 druhý indický premiér